# Osicala
Osicala – miasto na północnym zachodzie Salwadoru, w departamencie Morazán. Liczy około 10 300 mieszkańców. Powierzchnia miasta wynosi 47,05 km².